# Parantennuloidea
Parantennuloidea Willmann, 1940 é uma superfamília de ácaros do clado Antennophorina da ordem Mesostigmata.

## Taxonomia
A superfamília Parantennuloidea inclui as seguintes famílias:
- Parantennulidae Willmann, 1940
- Philodanidae Kethley, 1977